# 862
El 862 (DCCCLXII) fou un any comú iniciat en dijous de l'edat mitjana

## Esdeveniments
- Flandes - Creació del Comtat de Flandes, feu del rei de França
- Fan Chuo escriu la crònica sobre les tribus xineses del sud
- Asoci el Gran és coronat príncep de prínceps

## Necrològiques
- Al-Múntassir (abbàssida)